# Písečná (kraj pardubicki)
Písečná – gmina w Czechach, w powiecie Uście nad Orlicą, w kraju pardubickim. Według danych z dnia 1 stycznia 2013 liczyła 516 mieszkańców.